# Nelson, Nebraska
Nelson är administrativ huvudort i Nuckolls County i delstaten Nebraska. Orten har fått sitt namn efter markägaren C. Nelson Wheeler. Enligt 2010 års folkräkning hade Nelson 488 invånare.